# 志志雄真实
志志雄真实是日本漫画家和月伸宏的漫画作品《浪客剑心》及其他衍生作品中的虚构人物。声优是池田政典。真人版由藤原龍也飾演。

## 人物资料
- 身高：170cm
- 体重：59kg
- 出生年月：1848年（嘉永元年）8月
- 星座：獅子座
- 出身地：京都府（新京都篇中为新月村）
- 血型：O
- 喜欢的话：弱肉强食
- 讨厌的东西：弱者
- 趣味：温泉疗养
- 流派：我流
- 配刀：無限刃 (某些地區翻譯為「不變刃」)
  - 由於刀鋒為鋸齒，即使持續使用也不易磨蝕。刀齒上保留了所斬殺的人的脂肪，故此在揮刀時可靠磨擦而揮出火焰，並以此使出志志雄自創的秘劍[2]。

## 人物
在幕末成为长州藩维新之士，接替了绯村剑心成为暗杀者。信条为弱肉强食的志志雄拥有常人所不能理解的功名心和支配欲，被己方视为危险，在戊辰战争中被维新之士的伙伴偷袭后放火焚烧。全身被大火严重烧伤但活了下来，所以在作品登场时拥有全身裹着绷带的异样姿态。维新之后，创立了谋求推翻明治政府的组织。不会饶恕弱者，但对于强者却会给予敬意，受到了部下狂热的支持。手下既有悠久山安慈和魚沼宇水之类的高手，也有佐渡岛方治这样的智囊。
志向是建立以“弱肉强食”为口号的社会，实行彻底的自然淘汰。在其统治的新月村中实行，造成饥饿和恐怖并存，尸体散乱，村舍荒废的宛如地狱的惨状，可以看做是如果日本落入其统治的缩影。
尽管宣称自己从地狱回来向明治政府发起复仇之战，但实际是为了称霸日本而挑战明治政府。同时也期望和号称幕末最强的绯村剑心作为剑客一决胜负。除了劍術高強，還能以自身的熱力、揮刀所帶的磨擦力與刀的特性，而使斬擊帶有火焰（秘劍一式．焰靈）。中者除了斬擊，還要承受被火燒傷的痛楚，威勢與力量兼具。和剑心的最后一战，开始时以压倒性的实力取得胜利，将剑心击倒，又连续击败了斋藤一和四乃森苍紫。在剑心再起后被飞天御剑流奥义天翔龙闪击中后，依然没有完全落败。最终因为全身汗腺在幕末被烧坏，战斗中产生的热量超过极限，因人体自燃而在大笑中死去。
死后在駒形由美、方治的陪伴下走向地狱，宣称要从阎王手里征服地狱后，在本篇退场。在人诛篇中，曾在被雪代缘打败后逃到落人村的剑心的梦中出现。剑心认为是地狱在迎接自己，却被志志雄说“是来嘲笑你的”。

### 原型
- 志志雄真實是以幕末時期四大人斬中的田中新兵衛為原型所創作出來的人物。

作者和月伸宏认为志志雄真实是自己最喜歡的人物，代表了作者自己的“恶之美学之大成”。

## 無限刃
志志雄使用的刀名為「無限刃」，是新井赤空所製，是「逆刃刀．真打」的兄弟刀。刀的設計原意，是如何在殺傷敵人時減少刃鋒磨損，後來卻反其道而行，將刀鋒改為鋸齒，鋒利度下降，卻反而能夠無視利鈍，保證殺傷力。